# 不眠之夜
不眠之夜（法語：Nuit debout）是于2016年3月31日開始的法國社會運動，原因是抗議計劃中的法國勞動法改革（Loi Travail，也稱為El Khomri Law）。该法律使公司更容易解雇工人，减少加班费，并减少工人在公司裁员时有权获得的遣散费。不眠之夜類似美國的佔領華爾街以及西班牙的反緊縮抗議事件。
不眠之夜主要是在法國的共和国广场，抗議者3月31日晚上在這裡舉行抗議集會，活動擴散到法國的許多城市及鄉鎮，在歐洲其他國家也有類似活動，甚至連加拿大都有類似的抗議事件。